# Tahiti
Pour les articles homonymes, voir Tahiti (homonymie).
Tahiti est une île de la Polynésie française (collectivité d'outre-mer) située dans le Sud de l'océan Pacifique. Elle fait partie du groupe des îles du Vent et de l'archipel de la Société. Cette île haute et montagneuse, d'origine volcanique, est entourée d'un récif de corail. L'île est composée de deux parties — Tahiti nui, la plus importante, et Tahiti iti également appelée la Presqu'île, reliées entre elles par l'isthme de Taravao.
Avec 1 042 km2 et 192 760 habitants en 2017, Tahiti est à la fois la plus grande et la plus peuplée des îles de la Polynésie française. Sa surface est comparable à celle de la Martinique ou du Val-d'Oise. L'île concentre l'essentiel des activités économiques de l'archipel polynésien. La ville de Papeete, située sur la côte nord-ouest de l'île, est la capitale de la Polynésie française et en abrite toutes les institutions politiques. Le tourisme contribue fortement à l'économie de l'île, d’autant que Tahiti abrite le seul aéroport international de la Polynésie française, lui donnant le statut de porte d'entrée du territoire.
L'histoire de Tahiti est marquée tout d'abord par le peuplement de l'île par les navigateurs polynésiens, d'origine austronésienne, puis par la découverte de l'île par les explorateurs européens. Les échanges avec les Européens permettent à une famille tahitienne, les Pōmare, d'imposer leur autorité sur l'ensemble de l'île. À partir de la fin du XVIIIe siècle, l'île est colonisée par des missionnaires protestants anglais, puis devient protectorat français au milieu du XIXe siècle. L'île devient ensuite une colonie, membre des Établissements français de l'Océanie, avant d'être rattachée à un ensemble d'archipels que le grand public appelle Polynésie française.
Le français est la langue officielle. La langue vernaculaire est le tahitien.

## Géographie

### Situation géographique

#### Points de repère
« Tahiti Nui » redirige ici. Pour les articles homonymes, voir Tahiti Nui (homonymie).

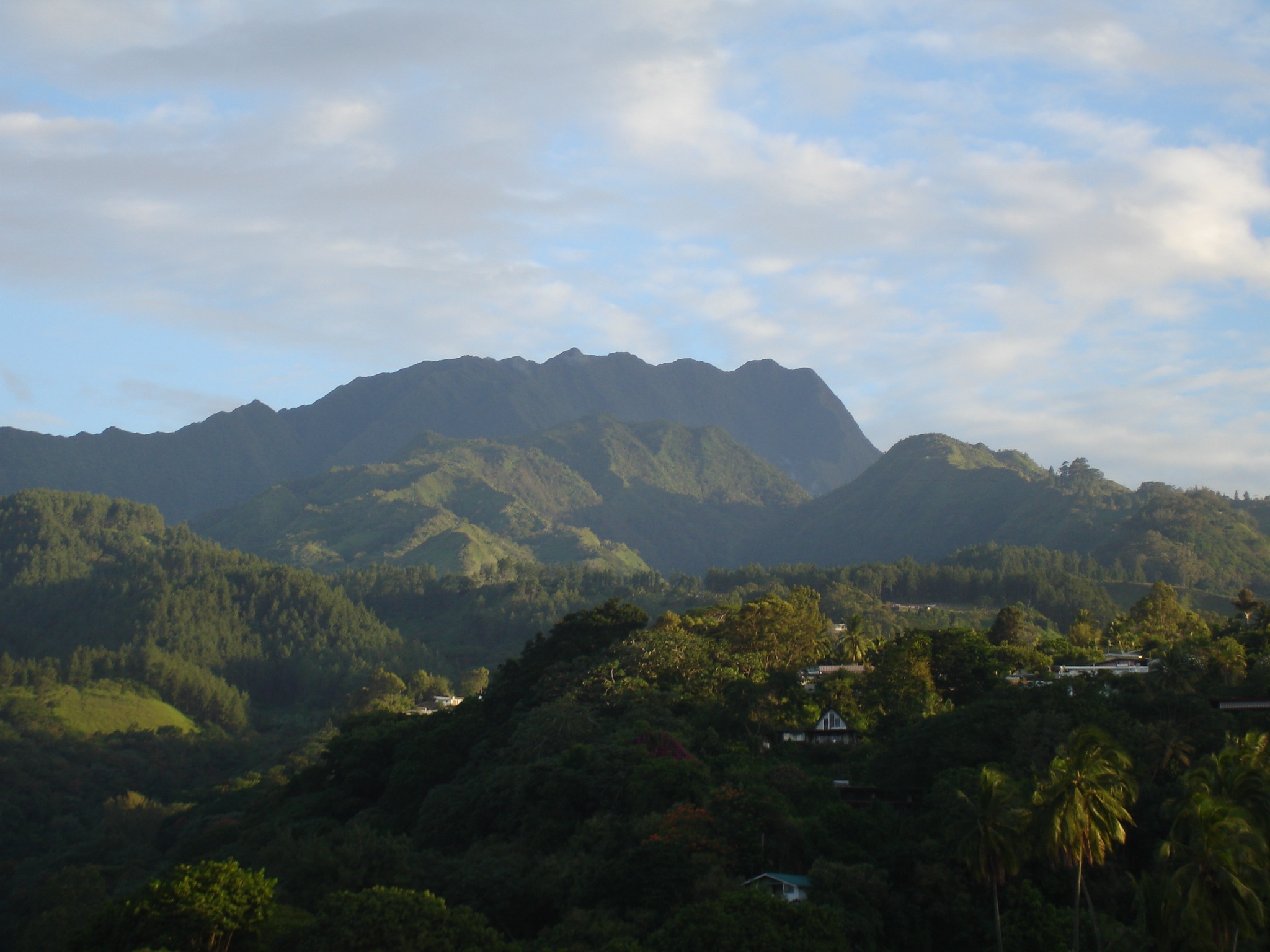
Le mont Aorai.

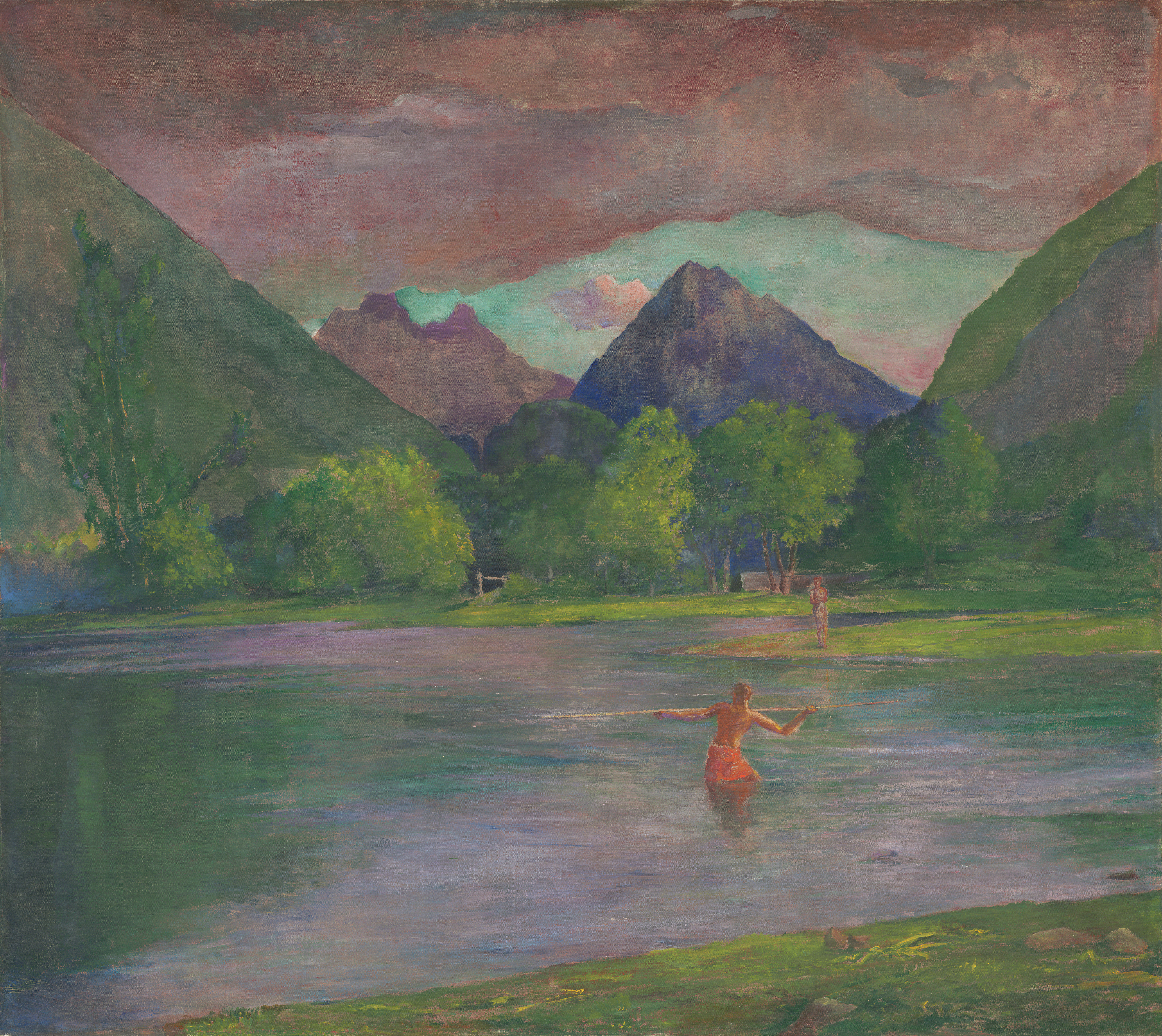
John La Farge, Un pêcheur à l'embourchure de la rivière Tautira, Tahiti, vers 1895.

L'île de Tahiti est située dans le Nord-Ouest de l'océan Pacifique méridional, à 615 km au nord du tropique du Capricorne. Elle se trouve à 2 571 km à l'est de l'île de Vava'u (Tonga), à 3 811 km à l'est-nord-est de East Cape Lighthouse (île du Nord, Nouvelle-Zélande), à 4 084 km au sud de Hawaï, à 4 554 km à l'est de la Nouvelle-Calédonie, et à 7 334 km à l'ouest de la région d'Aysén au Chili. L'île est localisée à environ 15 355 km de Brest, en Bretagne, avec un décalage horaire de 11 heures lorsque la métropole est à l'heure d'hiver et de 12 heures lorsqu'elle est à l'heure d'été, depuis l'établissement de l'horaire berlinois en France (1940).
L'île se compose de deux parties centrées sur des volcans éteints et reliées par un court bras de terre, l'isthme de Taravao. La plus grande de ces parties, située au nord-ouest, est nommée Tahiti Nui (la Grande Tahiti) tandis que l'autre partie, située au sud-est, est appelée Tahiti Iti (la Petite Tahiti) ou encore la presqu’île de Taiarapu.
Avec 1 042 km2 de superficie, Tahiti est la plus grande île de la Polynésie française. L'île atteint une longueur maximale de 60 km (sur la diagonale nord-ouest – sud-est, presqu'île comprise), et une largeur de 30 km sur la partie principale. Le périmètre total de l'île atteint 190 km, et celui de Tahiti Nui 120 km.

#### Paysages

Tahiti et Moorea.

Tahiti est la plus haute île de Polynésie. C’est sur Tahiti Nui que se trouve le plus haut sommet de l’île : le mont Orohena, qui culmine à 2 241 mètres. Tahiti Nui abrite d’autres sommets : le mont Aoraʼi (2 066 m), le mont Mārau (1 493 m) et le Diadème (Te Tara o Maiʼao) (1 321 m). Concernant Tahiti Iti, son plus haut sommet est le mont Ronui, qui atteint 1 332 mètres.
En raison de son intérieur extrêmement montagneux, vestige des anciens volcans, l’île est majoritairement habitée sur une étroite bande longeant le bord de mer. On estime ainsi que sur les 1 045 km2 de l’île, seuls 150 km2 sont habités et exploités.
Tahiti est partiellement entourée par une barrière de corail. On comptabilise ainsi 33 passes, et toute une partie du récif est immergée, empêchant par endroits la formation d'un véritable lagon entre le récif et la côte. Le lagon de Tahiti atteint cependant une superficie de 141 km2.
Moorea, l’île-sœur, est située à 15 km à l'ouest de Tahiti et entretient des liens très étroits avec Tahiti. On l’aperçoit parfaitement depuis la plupart des communes de l'Ouest de Tahiti Nui et de nombreux habitants de Moorea travaillent sur l'agglomération de Papeete.

### Climat

#### Un climat tropical
Le climat de Tahiti est de type tropical maritime humide. On distingue généralement deux grandes saisons :
- la saison humide, de novembre à avril (l'été austral) ;
- la saison sèche, de mai à octobre (l'hiver austral).

|             | Jan. | Fév. | Mar. | Avr. | Mai  | Jui. | Jui. | Aoû. | Sep. | Oct. | Nov. | Déc. |
| ----------- | ---- | ---- | ---- | ---- | ---- | ---- | ---- | ---- | ---- | ---- | ---- | ---- |
| Température | 27,2 | 27,3 | 27,3 | 27,6 | 26,4 | 25,9 | 25,6 | 25,4 | 26,1 | 26,8 | 27,2 | 27,8 |

À Tahiti, contrairement à d'autres îles de Polynésie française, ce cycle est bien marqué, avec des précipitations bien plus importantes en saison chaude qu'en saison fraîche. Les pluies sont notamment importantes pendant les mois de décembre et de janvier. Il existe cependant une différence de climat entre la partie est, exposée à l'alizé et dite « au vent », plus humide, et la partie ouest de l’île, dite « sous le vent », plus sèche. Il tombe ainsi en moyenne 3 550 mm d’eau par an sur la commune de Hitiaʼa, localisée sur la côte est, tandis que de l’autre côté de l’île, comme à Punaʼauia, il ne pleut que 1 500 mm d’eau par an. De même, il pleut davantage sur les hauteurs de l'île que sur les côtes.

#### Des marées de faible amplitude
Tahiti se trouve sur un nœud de résonance de la marée lunaire (point amphidromique), ce qui l'annule donc totalement. Ne reste que la composante de marée due au soleil, qui est beaucoup plus faible et synchronisée avec l'astre en question. Conséquences :
- le marnage est très faible : l'amplitude de la marée n'excède pas 0,40 m[7] ;
- la marée est toujours basse le matin, haute peu après midi, basse le soir et haute à nouveau au milieu de la nuit. Ce phénomène n'existe qu'à Tahiti, près des îles Malouines et en plusieurs endroits au large des îles Britanniques. S'il existe d'autres points amphidromiques un peu partout dans les océans, il n'y a pas forcément d'île à ces endroits.

#### Un risque cyclonique
Tahiti est située dans une zone où il existe des risques de cyclone tropical. Ainsi, en 1983, lors de l’ouragan Veena, les vents ont atteint plus de 230 km/h et, en l’espace de 48 heures, 420 mm d’eau sont tombés sur la côte est de Tahiti.

#### Une tendance au réchauffement climatique
Une tendance régionale au réchauffement climatique existe, notamment lors des épisodes dits El Niño ; décembre 2009 est ainsi le mois le plus chaud jamais mesuré dans les îles de la Société. La station-météo de l'aéroport de Faaa indique une moyenne de 29 °C pour le mois (le record antérieur est 28,9 °C en mars 1998). Le 31 décembre, il fait 33,2 °C, nouveau record pour une journée de décembre. En décembre 1990, on atteint déjà 33,1 °C). À Bora-Bora, la moyenne mensuelle est de 28,6 °C, égalant le record de décembre 2003. En décembre 2009, la température de l'océan était de 2 °C supérieure à la normale.

### Géographie humaine

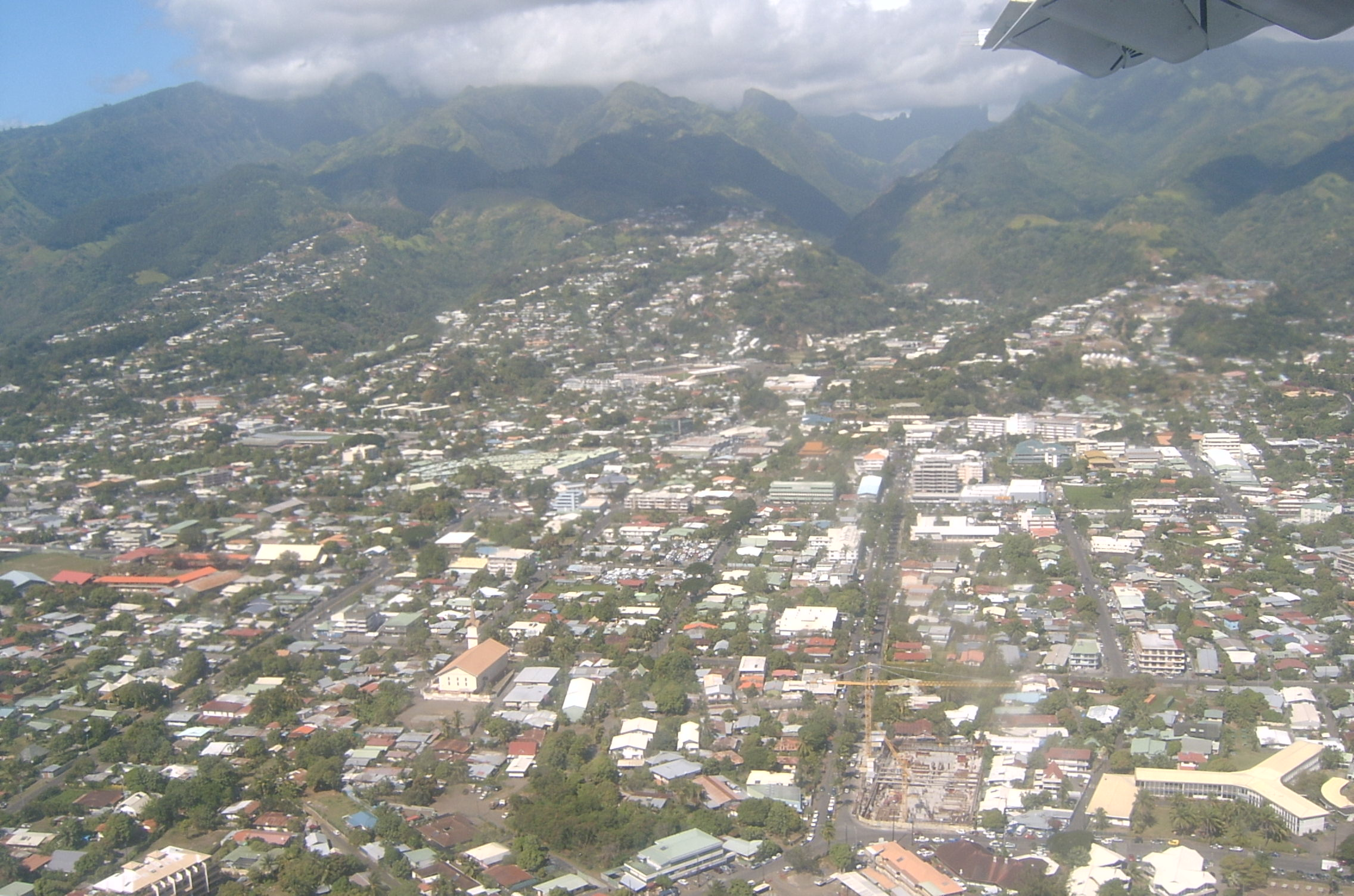
Papeete vue d'avion.

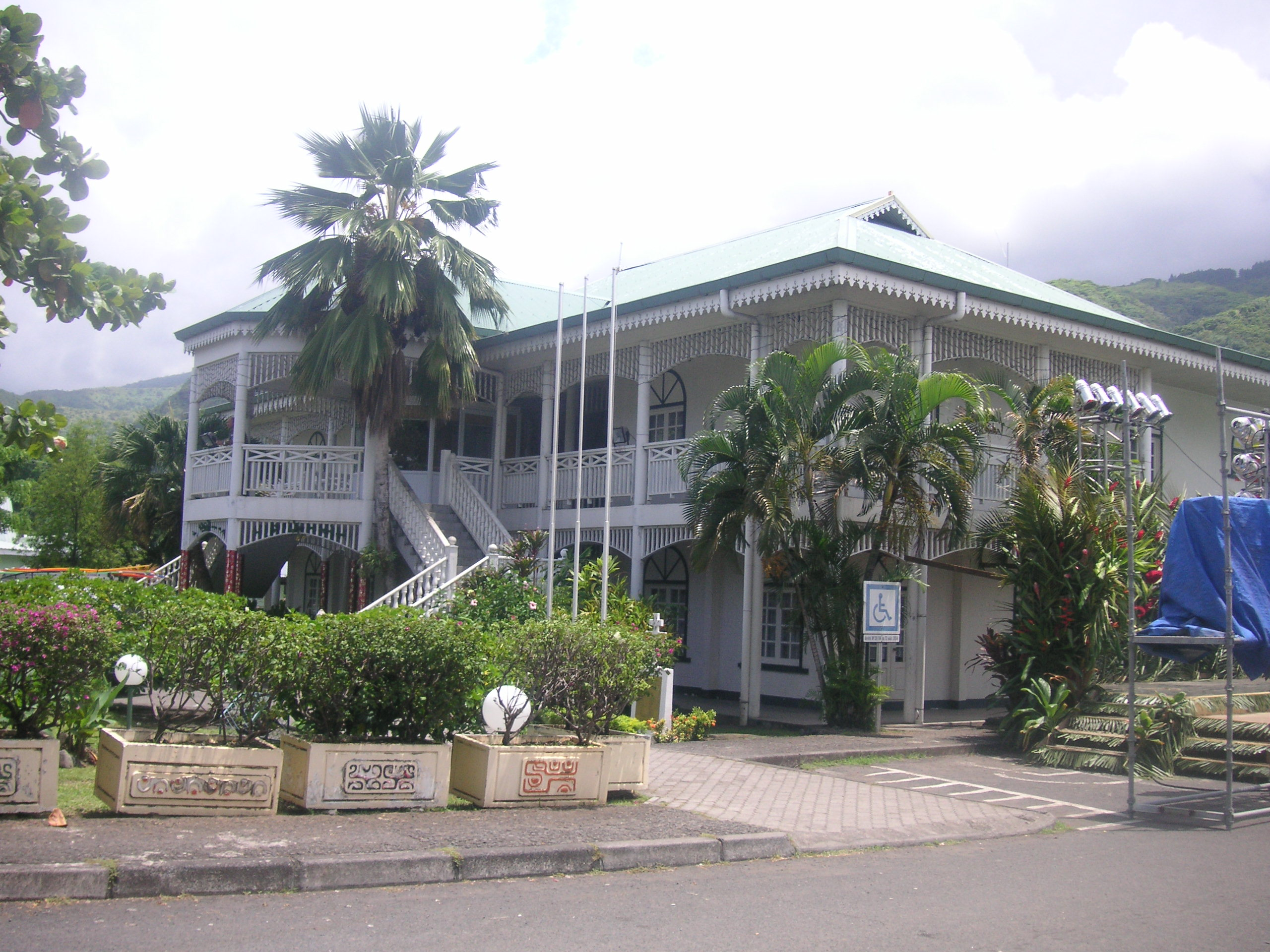
La mairie de Paea.

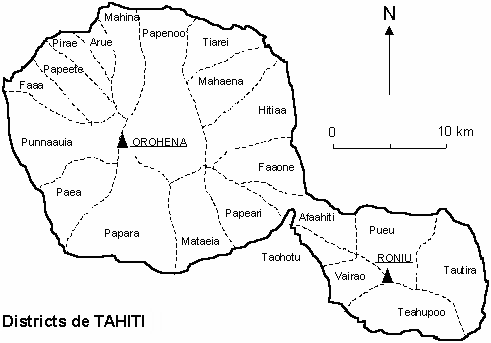
Districts de Tahiti.

Tahiti est la plus peuplée des îles de la Polynésie française. Ainsi, lors du dernier recensement de 2022, sur les 278 786 habitants que comptait la Polynésie, Tahiti en abrite 191 779, soit près de 69 % de la population du territoire.
L'occupation humaine de l'île est largement contrastée, marquée d'une part par la macrocéphalie urbaine de Papeete et d'autre part par l'opposition entre un littoral très peuplé et aménagé et l'intérieur des terres, quasiment inoccupé. Du fait de l'attraction de Papeete, la densité de l'habitat côtier devient de moins en moins élevé à mesure que l'on s'éloigne de la capitale.

#### Communes
L'île est composée de 12 communes, qui recoupent ou rassemblent les districts traditionnels (correspondant à des bourgs ou à des quartiers) :
- Papeete

Papeete est la capitale de Tahiti et de la Polynésie française. La commune en elle-même, qui s'étend sur 19 km2, n'abrite que 26 654 habitants, ce qui, bien qu'elle ait la plus forte densité de population de l'île, n’en fait que la troisième commune la plus peuplée de l'île, après Faaa et Punaauia.
Cependant, l'agglomération de Papeete, qui regroupe aujourd'hui les communes de d'Arue, de Pirae et de Mahina à l'est, ainsi que de Faaa, de Punaauia et Paea à l'ouest, concentre plus de 130 000 habitants, sur une bande de terre longue d’une soixantaine de kilomètres, coincée entre le lagon et les contreforts montagneux. Le développement macrocéphale de la capitale entraîne l'intégration progressive des communes environnantes le long du littoral. Cette agglomération est le centre administratif, politique et économique de Tahiti et de la Polynésie française. La commune rassemble 47 % des emplois de l'île de Tahiti, et l'agglomération concentre plus de 80 % des emplois, polarisant ainsi toute l'activité humaine de l'île.
- Pirae

Cette commune, comprise dans l'agglomération de Papeete et bordant la limite orientale de la capitale, compte 14 068 habitants sur un territoire de 35 km2. Pirae abrite essentiellement des infrastructures administratives et résidentielles.
- Arue

La commune d'Arue est située au nord-ouest de Tahiti, au sein de l'agglomération de Papeete. Elle englobe également l'atoll de Tetiaroa au nord et rassemble 10 322 habitants sur un territoire de 16 km2. Cette commune a un fort poids économique et de nombreuses entreprises y sont installées, dont d'importantes entreprises du territoire (l'enseigne Carrefour, la Brasserie de Tahiti et l'usine d'embouteillage d'Eau royale). Dans cette commune est située la caserne du régiment d'infanterie de marine du Pacifique - Polynésie (RIMaPP).
- Mahina

La commune de Mahina, grande de 52 km2, compte 14 623 habitants. La périurbanisation galopante de Papeete a joué un rôle majeur dans le développement de cette commune, dont la population a été multipliée par 4,2 en 30 ans.
- Hitiaa O Te Ra

Cette grande commune de 218 km2 regroupe les districts de la Papenoo, de Tiarei, de Mahaena et de Hitiaa, situés sur le versant nord-est de Tahiti Nui. En dépit de sa superficie, elle ne compte que 10 196 habitants, puisqu'une grande partie de son territoire couvre les massifs montagneux de Tahiti Nui, inhabités.
- Taiarapu-Est

Cette commune regroupe également plusieurs districts : Faaone, Afaahiti-Taravao, Pueu et Tautira. Elle s'étend sur 216 km2, du Sud-Est de Tahiti Nui et sur toute la moitié nord-est de la presqu'île. 13 602 habitants y vivent. Différentes politiques ont été menées pour tenter de développer le village de Taravao, stratégiquement situé entre Tahiti Nui et Tahiti Iti, et contrebalancer l'influence et l'attraction de Papeete.
- Taiarapu-Ouest

Cette commune englobe la moitié sud-ouest de la presqu'île, sur 104 km2, avec les districts de Teahupoo, Vairao et Toahotu. En dépit de sa superficie, elle est la commune la moins peuplée de Tahiti, avec seulement 8 371 habitants.
Le district de Teahupoo est assez connu pour ses vagues. C'est d'ailleurs dans ce district qu'a lieu la Billabong Pro Teahupoʼo - Tahiti, une étape du ASP World Tour.
- Teva I Uta

Cette commune, rassemblant 10 837 habitants s'étend sur 120 km2 au sud de Tahiti Nui et englobe les districts de Mataiea et de Papeari.
- Papara

Cette commune de 93 km2, située au sud-est de Tahiti Nui, rassemble 11 743 habitants.
- Paea

Cette commune de 65 km2, à l'ouest de Tahiti, rassemble 12 756 habitants.
- Punaauia

Cette commune de la côte ouest, qui s'étend sur 75 km2, est la deuxième commune la plus peuplée de l'île, avec 28 781 habitants. Punaauia est une des communes qui a le plus absorbé le développement urbain de l'agglomération de Papeete : elle a vu sa population multipliée par 4,5 en 30 ans. Cette commune, essentiellement résidentielle, abrite une marina et des zones d'activités industrielles et commerciales.
- Faaa

Faaa, située au nord-ouest de Tahiti, est limitrophe de Papeete. S'étendant sur un territoire de 34,2 km2, il s'agit de la commune la plus peuplée de Tahiti, devant Punaauia et Papeete, avec 29 826 habitants. Les aménagements résidentiels se sont particulièrement développés sur cette commune, pour absorber l'excédent de population de la capitale voisine, Papeete. C'est dans cette commune que se trouve l'aéroport international de Tahiti-Faaa.

### Voies de communication

#### Aéroport et transport aérien

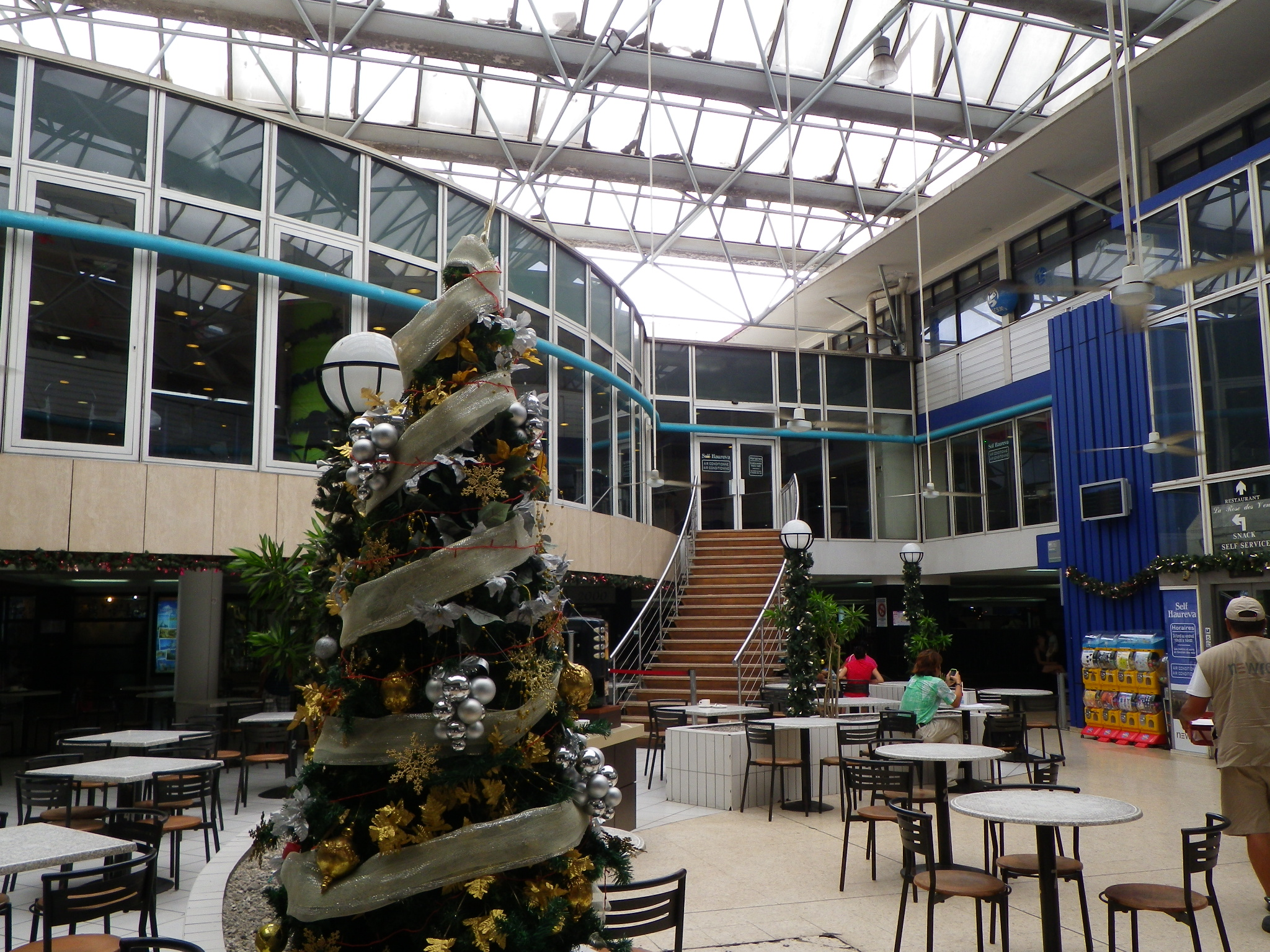
Aéroport de Tahiti.

L'île de Tahiti est desservie par l'aéroport international de Tahiti-Faaa, situé à 5 km au sud-ouest de Papeete. Inauguré en 1961 et détenu à 49 % par le Territoire de la Polynésie française, il est le plus important aéroport de la Polynésie française et le seul aéroport international du territoire. Il s'agit donc du principal point d'entrée pour l'immense majorité des visiteurs mais également pour les habitants des autres îles de la Polynésie française.
L'aéroport de Tahiti joue un rôle primordial dans le désenclavement de l'île et du reste du territoire, ainsi que le développement du tourisme. Il assure les liaisons avec une dizaine de destinations internationales : Los Angeles, Paris, Auckland, Tokyo, Rarotonga, Santiago, l'île de Pâques, Nouméa et Honolulu. Conscient de l'importance des liaisons aériennes internationales dans le développement économique de l'île et de la collectivité, le gouvernement inaugure en 1998 sa propre compagnie aérienne : Air Tahiti Nui (ATN), qui dessert aujourd'hui quatre destinations à partir de Tahiti : Paris, Los Angeles, Tokyo et Auckland.

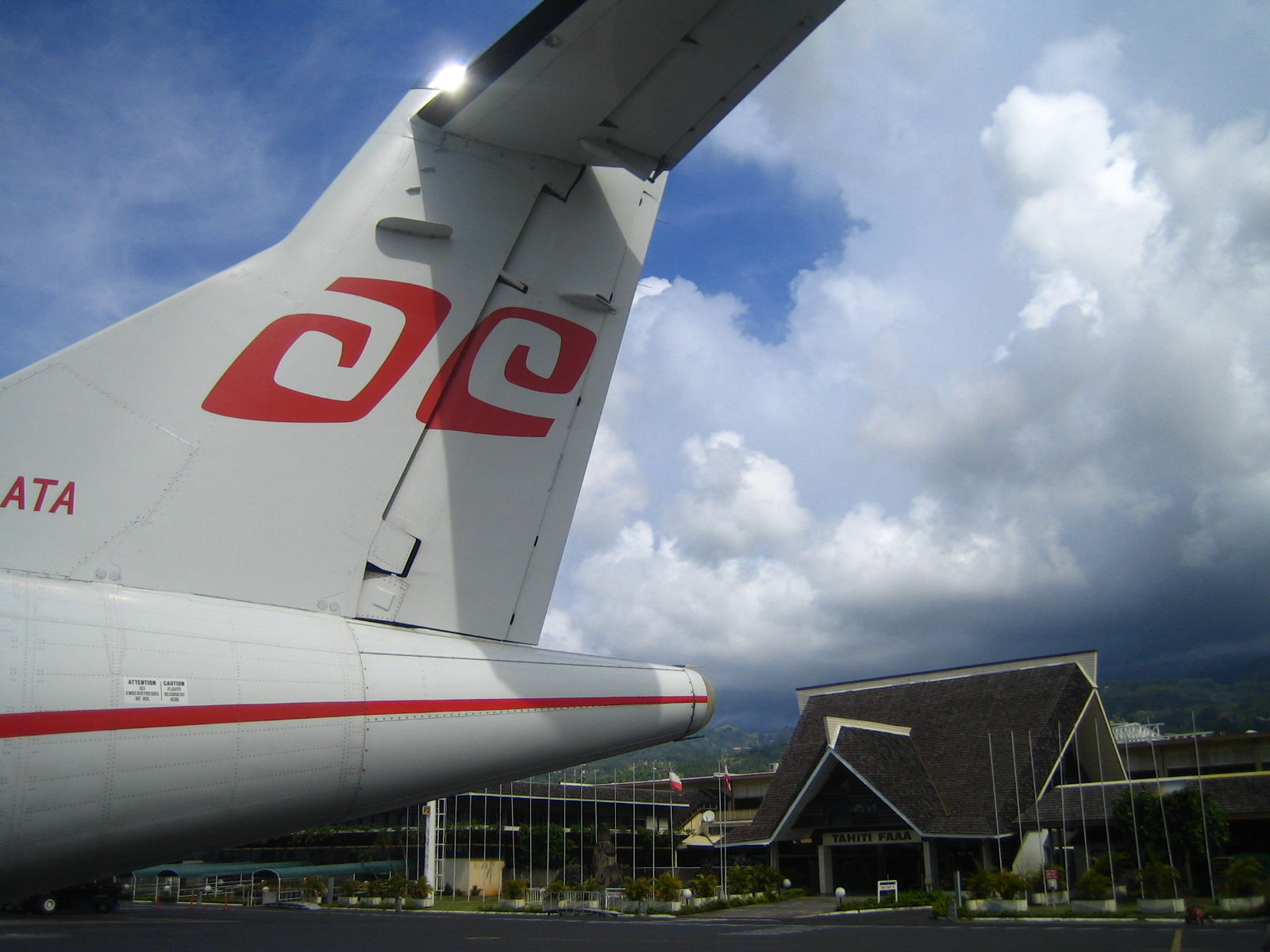
Un avion d'Air Tahiti.

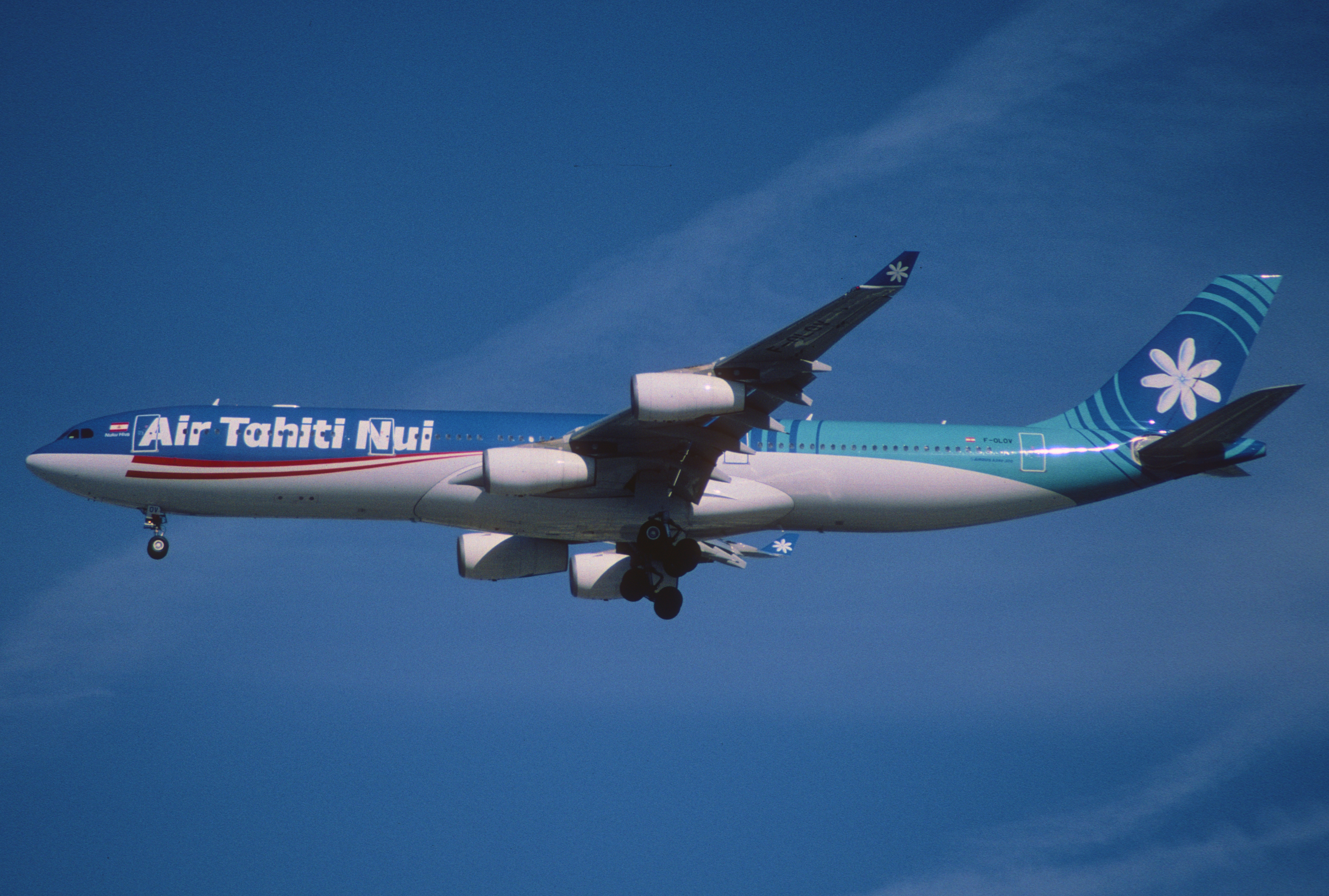
Air Tahiti Nui Airbus A340-313X.

Concernant le réseau intérieur, l'aéroport dessert l’ensemble des archipels de la Polynésie. Air Tahiti est la seule compagnie à desservir régulièrement les îles polynésiennes, assurant la liaison avec une quarantaine d'îles et d'atolls. L'île de Moorea est située à 7 minutes de vol de Tahiti. L'aéroport de Tahiti est la plaque tournante du trafic aérien, puisque la majorité des destinations sont uniquement desservies par l'aéroport de Tahiti. La centralisation du réseau aérien accentue donc l'attraction et l'influence de Tahiti et de l'agglomération de Papeete sur le reste des îles polynésiennes.

#### Ports et transport maritime
Le port autonome de Papeete est le seul port international desservant l’ensemble des îles de la Polynésie française. Il est voué à la fois au transport international et au transport intérieur. Plus de 1 900 000 tonnes de marchandises y transitent chaque année.

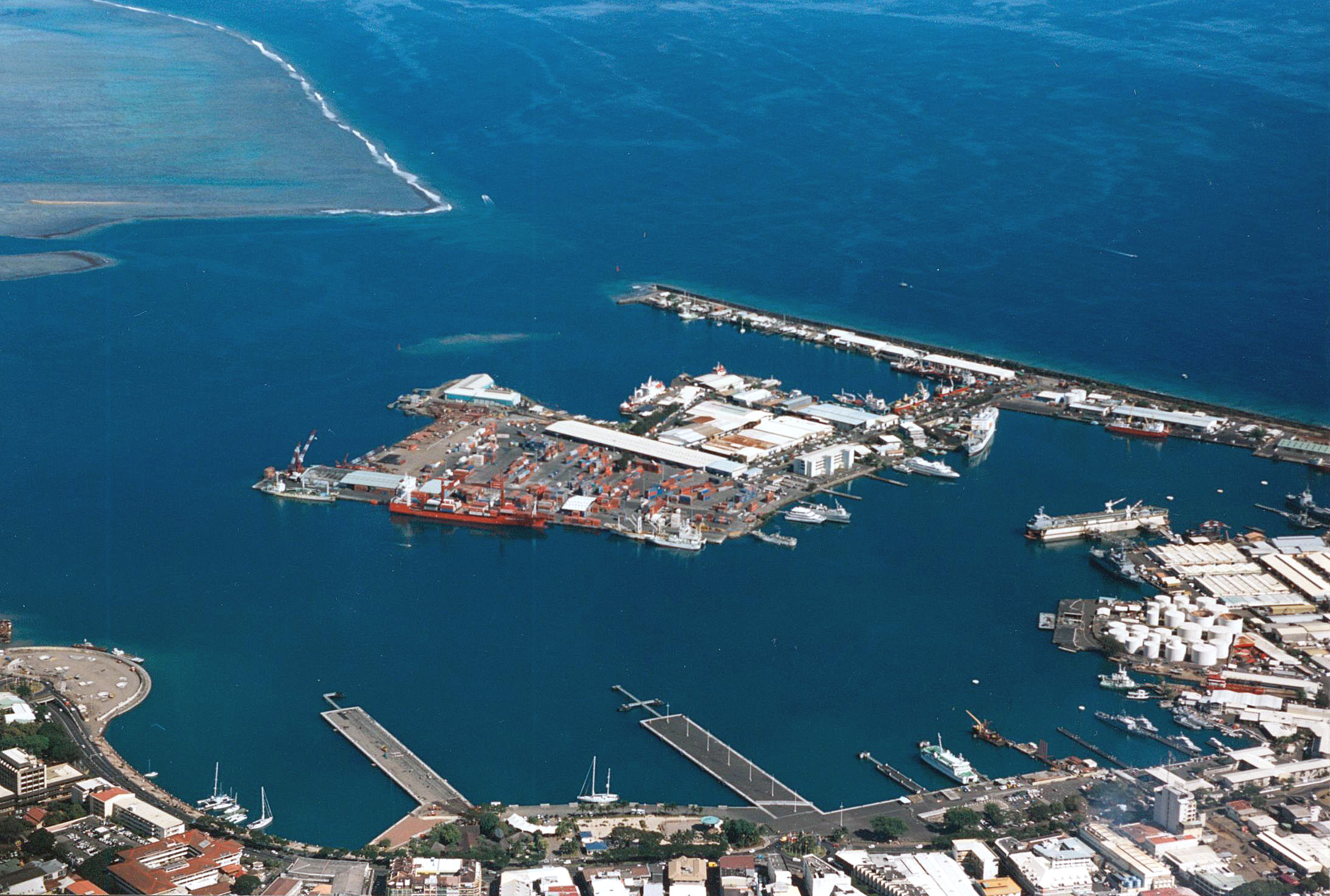
Le port autonome de Papeete.

À l’image du transport aérien, le transport maritime est également très centralisé sur Tahiti et en particulier Papeete. Les liaisons sont assurées par des cargos appelés « goélettes » dont la principale mission est d’acheminer du fret à destination des îles. Ces liaisons maritimes s’effectuent en boucle, systématiquement au départ de Tahiti.
Pour le transport des passagers, la seule liaison maritime régulière est la ligne Tahiti-Moʼorea, assurée plusieurs fois par jour par des catamarans et des ferries. La société Aremiti, la Société de développement de Moorea et la société Terevao proposent toutes les trois des services concurrents de transports de personnes et marchandises entre Tahiti et Moorea. En catamaran, la traversée prend environ une demi-heure. Pour les autres îles, certains cargos acceptent des passagers, mais ils sont avant tout réservés au fret.

#### Réseau routier
Le réseau routier est constitué principalement d’une route côtière, qui fait le tour de Tahiti Nui, la route de ceinture. Les points kilométriques, PK, permettent de se repérer le long de cette route côtière. Ce sont des bornes kilométriques, placées le long de la route et dont l’origine (PK 0) est la cathédrale de Papeete. Les PK ne forment pas une boucle mais sont aménagés en tenaille. Ils se rejoignent au fort de Taravao, PK 60 par le côté ouest et PK 53 par le côté est. Cette route côtière est desservie par de nombreuses servitudes privées, donnant sur des aménagements résidentiels. Cependant, du fait de l’absence de maillage, le passage par la route côtière est impératif pour tout déplacement. Cela impose la coexistence de nombreux modes de transport (voitures, vélos, piétons) sur une voie de circulation dense.
Du fait du développement linéaire de l’agglomération urbaine, et de la concentration des emplois dans la commune de Papeete, le réseau routier est saturé, notamment sur la côte ouest, marquée par d’importants embouteillages. Sur cette côte, le réseau routier a été complété par des tronçons de voie rapide afin de délester la route de ceinture sans que cela suffise à assurer de façon efficace le trafic de transit.
Les faiblesses du réseau routier posent ainsi deux problèmes majeurs : des embouteillages importants qui allongent les temps de trajets quotidiens (notamment les déplacements domicile-travail) et une insécurité routière importante (3 à 4 fois supérieure à celle de la métropole).
Depuis 2010, la route du Monoï, première route touristique en Polynésie, propose toute l'année un circuit touristique sur le thème du monoï.

#### Transports en commun

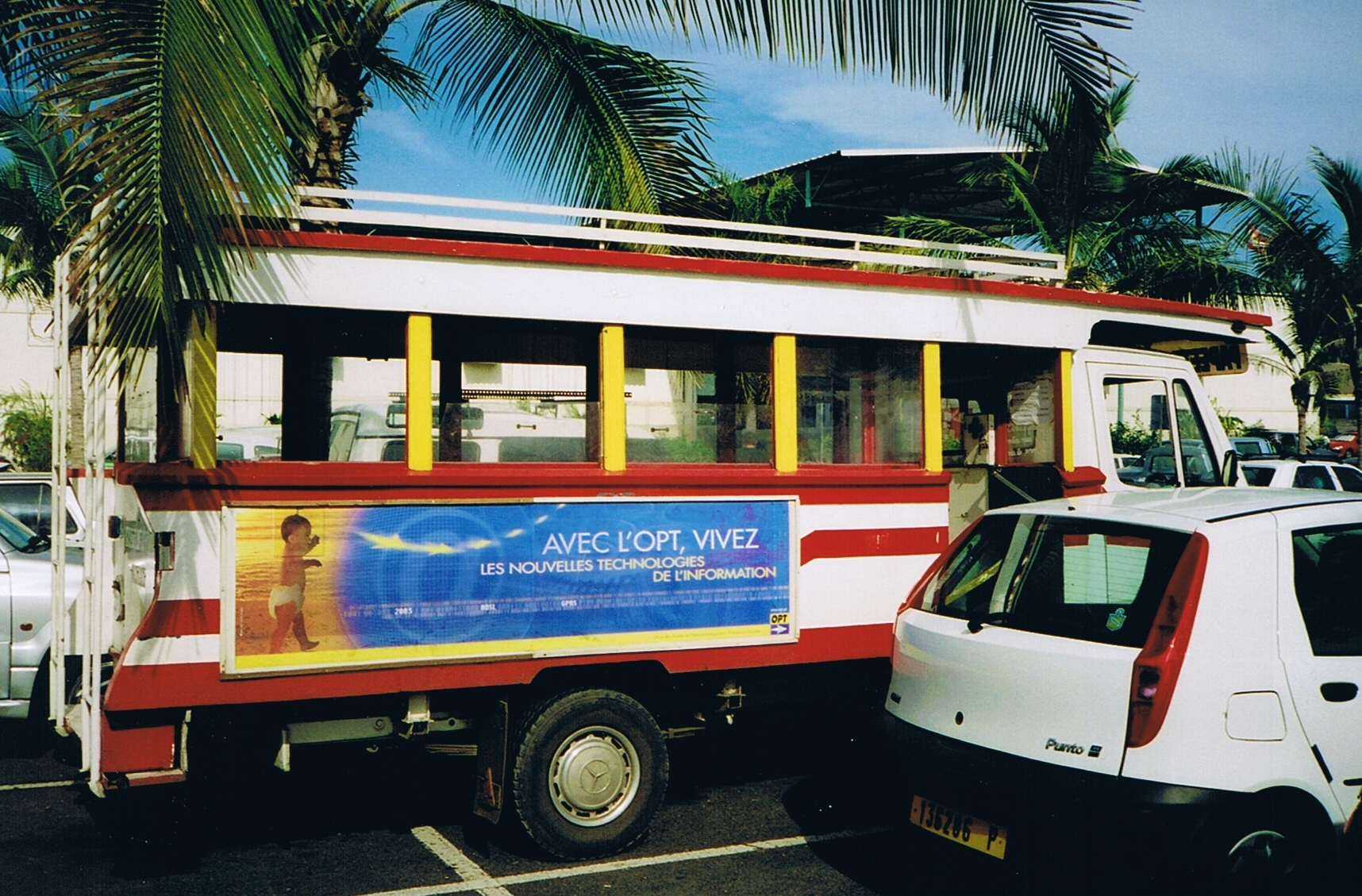
Un truck.

Le transport collectif traditionnel a longtemps été le truck, mot anglais désignant un petit camion. Ce véhicule de 3,5 tonnes dont le châssis était aménagé avec une structure en bois peinte de couleurs vives, équipée de banquettes latérales et de fenêtres en plexiglas, pouvait accueillir entre 12 et 40 passagers. L'introduction de ce mode de transport remonte au milieu des années 1930 afin de remplacer les moyens de transport hippomobile.
L'évolution de la législation a entrainé le remplacement des trucks par des autobus homologués, pouvant accueillir une quarantaine de personnes dans des conditions de transport moins spartiates, offrant des horaires réguliers sur des trajets préétablis et faisant halte à des arrêts bien définis. La majorité des lignes relient les environs du marché de Papeete aux autres communes de l’île.
Malgré les différentes tentatives de modernisation des transports en commun, le réseau est très peu structuré et géré de façon artisanale : illisibilité des lignes, irrégularité des horaires et des arrêts, absence de billetterie.
Le nouveau réseau de transport en commun de l'île est entré en service en 2019 : il est exploité par la société Réseau de transport en commun de Tahiti (RTCT) dans le cadre d'une délégation de service public. Ce nouveau réseau est composé de 21 lignes régulières complétées par 173 lignes à vocation scolaire. Pour exploiter ce nouveau réseau, 240 nouveaux véhicules ont été prévus pour 2021 afin de remplacer le parc actuel vieillissant. D'autres améliorations sont également apportées au service : information voyageurs améliorée, véhicules géolocalisés et amplitude horaire élargie.

## Étymologie
D’après la tradition rapportée par Marau Taaroa Salmon, épouse de Pōmare V, Taaroa créa l’île, puis donna les noms de « Hiti nui » à la plus grande partie et « Hiti iti » à la plus petite (« grand bord » et « petit bord »). Puis un nouveau marae, construit à Punaauia ou Papeari, aurait été nommé marae Tahiti ou marae Te ara o Tahiti (« le chemin, l’éveil, la vigilance de Tahiti »). L’île tout entière porterait aujourd’hui le nom de ce marae prestigieux.
En tahitien Te ara ‘ura o te Tu’utu’u signifie « le chemin mirifique de l'araignée » et correspond à l'écliptique.
Ke ala ula o ke Ku’uku’u en hawaïen. Selon la mythologie de l'île Nauru (Micronésie) c'est une araignée (Aerop-Enap) qui a créé le monde.

## Histoire
L'histoire de Tahiti comporte cinq étapes :
- l'histoire naturelle, avant l'arrivée des premiers humains, qui est celle du surgissement de l'édifice volcanique et de son peuplement par la végétation et la faune ;
- les temps premiers du peuplement humain, dont les sources sont l'anthropologie, la génétique, et aussi l'archéologie, la mythologie et la tradition orale (étudiées par les ethnologues) ;
- la période des premiers contacts avec les Européens ;
- la période coloniale ;
- la période contemporaine.

Comme tout découpage historique, celui-ci a des qualités et des défauts : il est pratique car il permet d'avoir une vision globale des évolutions historiques de l'île et de l'archipel, mais il n'échappe pas aux clichés d'une vision européo-centrée. L'histoire naturelle et les temps premiers, notamment, occupent plus de 95 % de la période, mais, faute d'écriture déchiffrée et de sites archéologiques suffisamment bien préservés, ne font l'objet que d'une faible fraction des études et des publications, laissant largement place aux mythes et à la pseudohistoire.

## Population et société

### Démographie
Les contacts avec les navires européens, aux XVIIIe siècle et XIXe siècle, entrainent une dépopulation massive de Tahiti du fait de l'arrivée de maladies jusqu'alors inconnues des populations autochtones. Après l’annexion française de 1842, l’île compte moins de dix mille résidents. Entre 1760 et 1880, elle a perdu près de 95 % de ses habitants.
Avec 191 779 habitants, l'île de Tahiti concentre 68,8 % de la population de la Polynésie française. C'est entre 1950 et 1970, avec le boom économique lié à l'installation du Centre d'expérimentation du Pacifique, que les populations des archipels se sont massivement regroupées sur Tahiti, pourvoyeuse de nombreux emplois. Depuis le recensement de 1971, le taux de Polynésiens vivant à Tahiti s'est stabilisé aux alentours de 70 %. Un autre phénomène démographique notable est la concentration urbaine dans l'agglomération de Papeete, puisque près des trois quarts de la population de l'île vit dans une des communes de l'agglomération. L'immense majorité des nouveaux habitants de Tahiti se sont en effet installés dans l'agglomération de Papeete, bien plus dynamique sur le plan économique.
|                          | 1848  | 1860  | 1887   | 1956   | 1962   | 1967   | 1971    | 1977    | 1983    | 1996    | 2002    | 2007    | 2012    | 2017    |
| ------------------------ | ----- | ----- | ------ | ------ | ------ | ------ | ------- | ------- | ------- | ------- | ------- | ------- | ------- | ------- |
| Agglomération de Papeete |       |       |        | 29 000 | 35 500 | 49 300 | 65 200  | 77 800  | 93 300  | 115 759 | 127 327 | 131 715 |         |         |
| Île de Tahiti            | 8 082 | 7 169 | 11 191 | 37 400 | 45 400 | 61 500 | 75 500  | 95 600  | 115 800 | 150 721 | 169 333 | 178 173 | 183 480 | 189 277 |
| Polynésie Française      |       |       |        | 76 300 | 84 600 | 98 400 | 110 200 | 137 400 | 166 800 | 219 251 | 244 830 | 259 706 | 274 217 | 275 918 |

La population de Tahiti se répartit en quatre groupes différents :
- les Polynésiens ;
- les Européens ;
- les Chinois[26];
- les « demis », issus du métissage entre deux ou trois groupes.

### Politique
Tahiti est le siège des institutions politiques de la Polynésie française : assemblée territoriale, siège du gouvernement, siège du représentant de l’État français. Depuis le début du XXe siècle et l'unification de la Polynésie française, il n'existe plus de vie politique limitée à l'échelle de Tahiti. Il convient donc de se reporter à l'article Polynésie française.

### Langues
Bien que le français soit la seule langue officielle de la Polynésie française, la grande majorité de la population est bilingue, parlant à la fois français et tahitien (reo maohi).
Par rapport à l’ensemble de la Polynésie, le français est un peu plus parlé à Tahiti tandis que le tahitien l’est un peu moins. Cette différence s'explique surtout par le plus grand nombre de métropolitains et d'étrangers sur cette île.
Selon le recensement de 2007, 78,4 % de la population de l'île parle le français au sein de la famille, tandis que 20,1 % utilisent une langue polynésienne (généralement le tahitien). Cette moyenne cache cependant une réalité plus contrastée. Ainsi, le tahitien est davantage parlé sur le versant est de Tahiti Nui (commune de Hitiaʼa O Te Ra) et sur la presqu'île (communes de Taiʼarapū-Est et Taiʼarapū-Ouest). C'est sur Hitiaʼa O Te Ra que l'on parle le plus tahitien : plus de 35 % de la population l'utilisent comme langue usuelle au sein de leur famille.
Si à Tahiti, le tahitien n'est plus la première langue utilisée dans le domaine familial, elle reste néanmoins massivement répandue. En effet, bien que 16,5 % de la population de l'île n'en ait aucune connaissance, le reo maohi est parfaitement maîtrisé par 70 % de la population, et compris et parlé par près de 80 %. Par exemple, on compte une partie de la population de Tahiti qui parle le chinois hakka.

### Religions
La population polynésienne a toujours été très religieuse, mais, au XIXe siècle, elle est passée des cultes maʼohi à différentes formes de christianisme à l'initiative des missionnaires protestants (à partir de 1797) puis catholiques ; vers 1830, sous l'impulsion d'Étienne Jaussen. Des anciens cultes maʼohis, il reste des vestiges de pierre (marae et tikis), des coutumes et des croyances encore vivaces. Aujourd'hui, la moitié de la population est protestante (de 50 % à 55 % selon les sources), un quart est catholique (de 25 % à 35 %) et le restant se partage entre les « sanitos » (ou Communauté du Christ), les membres de l'Église de Jésus-Christ des saints des derniers jours, les adventistes du septième jour, les Témoins de Jéhovah.
Dans le roman Les Immémoriaux, paru en 1907, Victor Segalen aborde le rôle des missionnaires chrétiens sur les cultes maʼohi.

## Économie
Tahiti concentre l'essentiel de l'activité économique de la Polynésie française. L'économie de l'île est caractérisée par la part prépondérante du secteur tertiaire et le poids des activités non marchandes (administration, éducation et santé notamment). Cependant, l'activité économique de l'île est loin de se résumer à ces deux secteurs, puisque Tahiti est également le premier producteur agricole de la Polynésie française, et accueille aussi une grande part de l'industrie du territoire.
La monnaie du territoire est le franc Pacifique (code ISO 4217 : XPF) dont la parité est fixe par rapport à l'euro : 1 € = 119,33 XPF.

### L'agriculture et la pêche

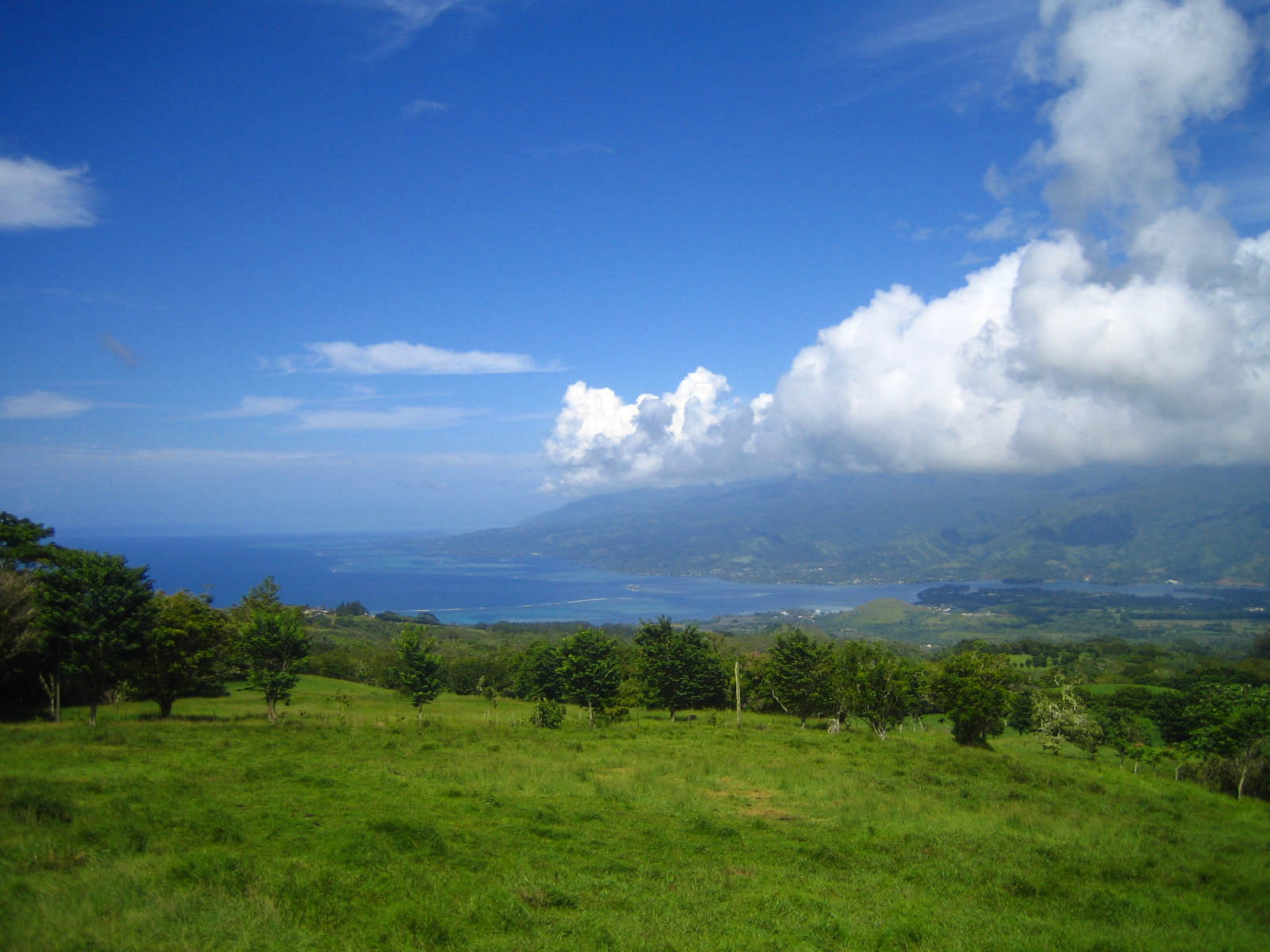
Le plateau de Taravao produit 90 % du lait polynésien.

#### La culture vivrière
L'île de Tahiti est un acteur essentiel de l'agriculture vivrière de Polynésie. C'est ainsi la principale région maraîchère du Territoire, puisqu'en 2007, l'île a produit 79 % des légumes polynésiens (essentiellement du taro, de la patate douce et de la banane feʼi, mais aussi la tomate, de la salade, du concombre, du chou vert et du chou chinois, etc.). Tahiti est également le principal éleveur polynésien, avec notamment l'élevage bovin (les deux tiers de la production sont localisés à Tahiti), la production d'œufs, l'élevage de poulets (l'unique exploitation polynésienne est située à Papara), et la production de lait (sur le plateau de Taravao).

##### La participation aux filières agricoles majeures de la Polynésie
En plus de ses multiples exploitations vivrières, l'île est également une grande productrice de bois, qu'elle exploite dans la scierie de Papara. La culture de la vanille, jusqu'alors concentrée dans les îles Sous-le-Vent, se développe peu à peu sur l'île. Tahiti participe également à la filière du coprah via l'Huilerie de Tahiti, située à Papeete, qui achète l'ensemble de la production de coprah de Polynésie pour la transformer en huile. Cet organisme, possédé et subventionné par le Territoire, revend l'essentiel de sa production à l'exportation, et une partie aux fabricants locaux de Monoï de Tahiti appellation d'origine mono'i. Quant au nono (morinda citrifolia), qui fut pendant un temps source de grands espoirs pour l'économie polynésienne, il a largement déçu et sa production est en chute libre depuis 2005. L'île de Tahiti conserve malgré tout quelques exploitations de nono, et surtout l'usine de transformation de la société Morinda sur la commune de Papara. En 2008, on y a traité 1 924 tonnes de nono, contre 8 200 tonnes en 2005.

#### La pêche
La pêche représente un secteur majeur de l'économie de l'île. En 2008, le port de Papeete a exporté 402,2 tonnes de poissons pour un montant de 255,1 millions de F CFP. Depuis les années 1990, le port de pêche de Papeete, partie intégrante du port autonome de Papeete a lui profité de nombreux investissements publics et privés pour développer ses infrastructures. Par ailleurs, afin de soutenir le secteur, de nombreux dispositifs de concentration de poisson ont été mis en place autour de l'île.

### L'industrie
Elle repose essentiellement sur quatre pôles : agroalimentaire, construction navale et biens intermédiaires pour le bâtiment et des activités de transformation (meubles, textile, imprimerie…). Le secteur industriel représente 9 % du PIB marchand en 2006.
Tahiti produit (et consomme) environ 77 % de la production énergétique polynésienne. Les trois quarts de l'électricité tahitienne sont produits dans la centrale thermique située dans la vallée de la Punaruu, à l’ouest de Tahiti ; la centrale de Vairaatoa, au centre de Papeete, servant désormais de centrale de secours. Le dernier quart est produit par l’énergie hydroélectrique. Les barrages de la vallée de la Papenoo fournissent plus de 50 % de l’hydroélectricité produite sur Tahiti. La production d'énergie d'origine éolienne est inexistante. L'énergie solaire a pris de l'essor ces trois dernières années, notamment auprès des particuliers (chauffe-eaux solaires, panneaux photovoltaïques pour devenir auto producteur…).

### Le tourisme
Passage obligé lorsque l'on arrive en Polynésie française, Tahiti est par conséquent l'île la plus visitée par les touristes. Ainsi, 91,4 % des touristes qui sont venus en Polynésie en 2004 ont visité l'île de Tahiti (soit 193 753 personnes). Les statistiques de capacité hôtelière témoignent aussi du poids de l'île dans le secteur touristique polynésien, puisque près de 40 % des chambres d'hôtel polynésiennes sont implantées à Tahiti. Cependant, du fait de cette forte implication dans le tourisme, l'île de Tahiti a été durement touchée par la crise que subit ce secteur depuis 4 ans. Entre 2006 et 2009, la fréquentation touristique a chuté de près de 28 %, atteignant 160 447 touristes en 2009, son plus bas niveau depuis 15 ans. La fermeture du Hilton Tahiti pour raisons économiques en mars 2010 et la fermeture des hôtels Sofitel Maeva Beach et Manihi Pearl Beach Resort and Spa en 2012, témoignent de la mauvaise santé du secteur. Les voyagistes et agences de voyages des marchés porteurs font appel à un réseau d'agences de voyages réceptives afin de commercialiser la Polynésie française.

### Le secteur non marchand
Tahiti est aussi le centre administratif de la Polynésie française, et l'immense majorité des institutions politiques et administratives sont situées sur l'île. Le secteur non marchand représente donc une part prépondérante de l'île. À titre indicatif, l'administration publique emploie 32,4 % de la population active polynésienne et l'État français participe à hauteur de 30 % des recettes du PIB de la Polynésie française. L'État et le Territoire sont les plus importants employeurs de l'île et de la Polynésie française. En 2009, la fonction publique territoriale, hors établissements publics employait 5 841 agents dans toute la Polynésie. Concernant la santé, Tahiti accueille les infrastructures principales. Ainsi, en 2007, sur les 613 lits d’hospitalisation du secteur public polynésien, 480, soit 78,6 %, sont situés sur l’île de Tahiti (dont 436 à Papeete, au centre hospitalier territorial). La situation est encore plus prononcée dans le secteur privé, puisque la totalité des établissements d’hospitalisation privés sont situés à Tahiti, et plus précisément dans l’agglomération de Papeete. Cette concentration est rendue possible par le principe de continuité territoriale, qui permet aux habitants des îles de se faire prendre en charge le coût de leur trajet par la sécurité sociale polynésienne lorsqu’une consultation médicale à Tahiti est nécessaire.

## Loisirs, culture et patrimoine

### Le patrimoine naturel

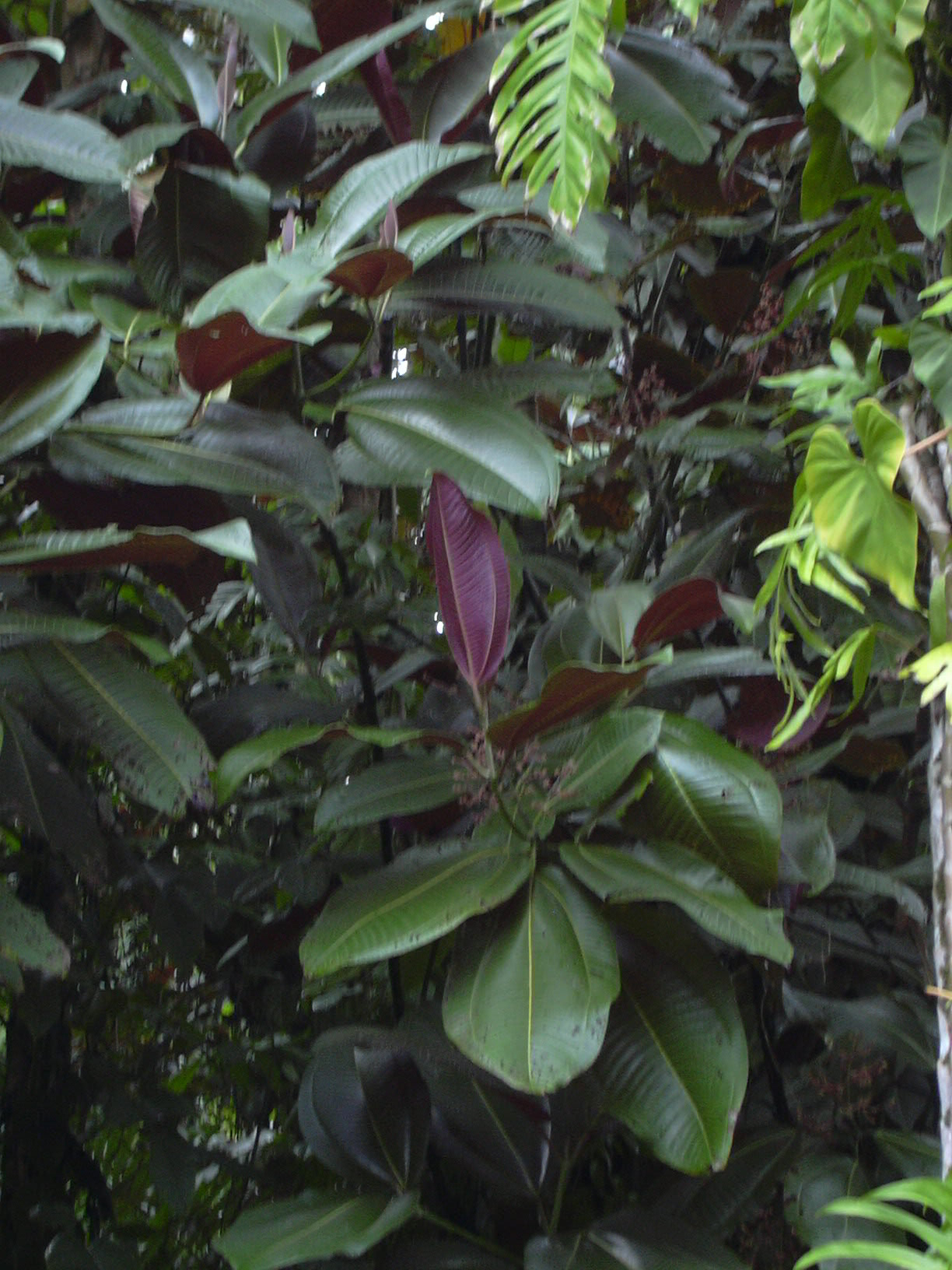
Miconia calvescens.

#### Une flore riche mais menacée
Avec 495 espèces de plantes indigènes (dont 224 endémiques), l’île de Tahiti contribue fortement à la diversité de la flore dans l’archipel polynésien (qui compte 959 espèces indigènes, dont 560 endémiques). La majorité des plantes endémiques de l’île est située dans les hauteurs des montagnes tahitiennes, entre 600 et 1 500 m d’altitude. Tahiti connaît cependant de graves problèmes de diminution de la biodiversité liée à l'urbanisation, aux pollutions, au manque d'épuration de l'eau, à la surexploitation des ressources halieutiques, mais aussi à l'introduction d'espèces invasives. La biodiversité de Tahiti est notamment menacée par l’invasion du Miconia calvescens, véritable peste végétale. Introduite sur l’île en 1937, elle a progressivement colonisé les zones humides de basse altitude et s’étend maintenant dans les zones plus élevées, menaçant plus de 70 plantes endémiques de l'île.
Étant un petit arbre de la famille des Mélastomatacées pouvant mesurer jusqu’à 16 mètres de hauteur pour les plus grands spécimens, le miconia calvescens n’a aucune difficulté à atteindre la canopée des forêts polynésiennes, dans lesquelles la végétation est assez basse et peu dense. Elle se retrouve donc à être l’une des premières plantes à recevoir les rayons du soleil, ce qui lui permet de se développer très rapidement.
Le problème est que cette plante possède la particularité d’avoir des feuilles d'environ 20 à 80 cm de long sur 8 à 50 cm de large ne laissant pratiquement plus de soleil aux plantes plus petites, y compris les plantes indigènes qui finissent par périr.
De par ses caractéristiques bio-écologiques, le miconia calvescens peut pousser jusqu’à 1 mètre par an, se reproduire à l’âge de 4-5 ans et le faire 3 fois par saison, s’autoféconder grâce à ses fleurs hermaphrodites, et produire des fruits comptant des millions de graines par arbre. Ces graines seront alors ingérées par les oiseaux consommateurs de ces fruits, puis disséminées sur une large surface de l’île. À cela vient s'ajouter le fait que ces graines ont une dormance de 16 ans, avec entre 10 000 et 50 000 graines par m2 de sol, et un taux de germination de 90%.
Envahissant plus de 70% de l’île, cette plante est d’ailleurs surnommée “le cancer vert”, soit la plante la plus invasive de Tahiti. L’enjeu environnemental local y est donc critique.

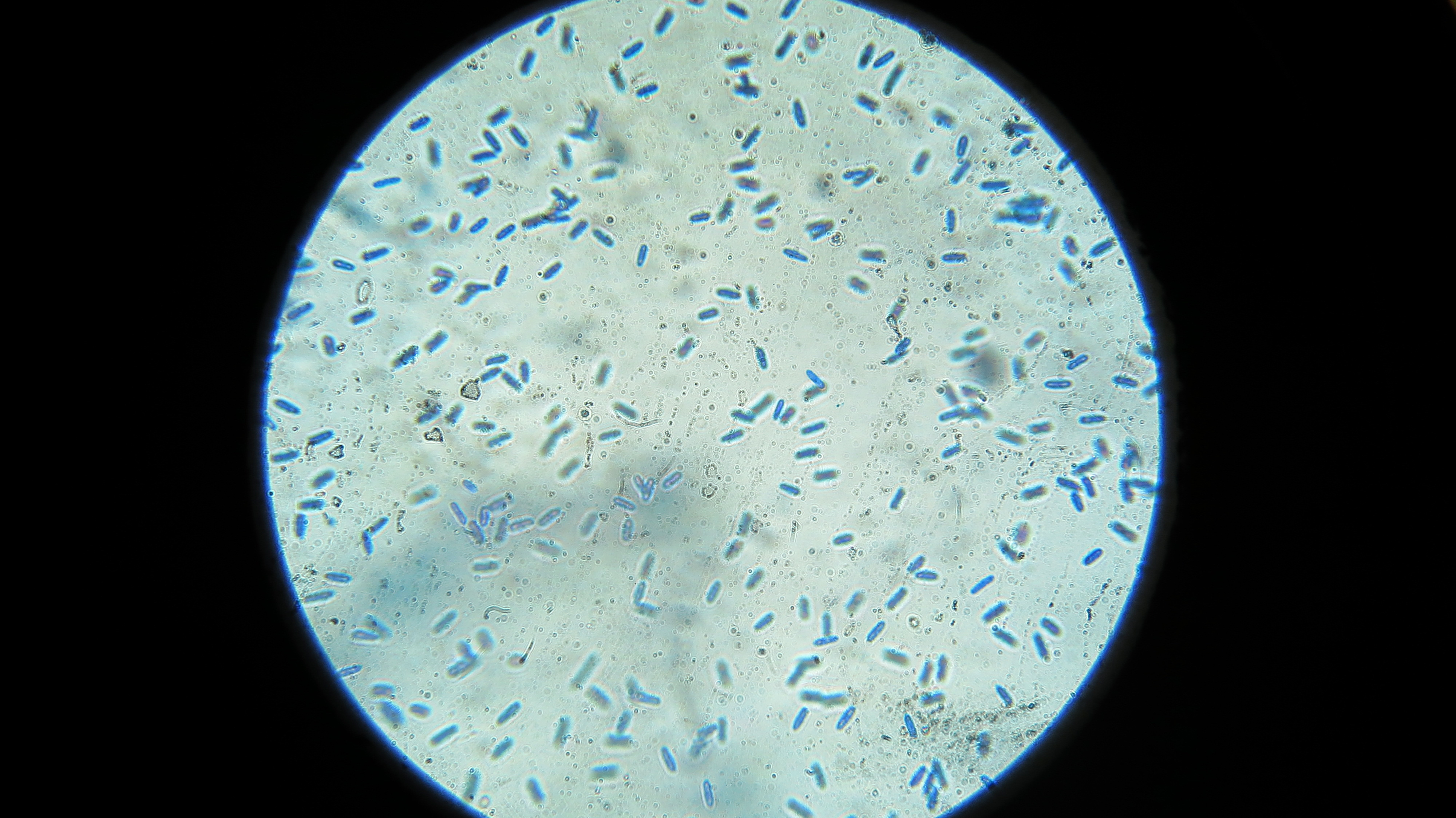
Colletotrichum gloeosporioides

Pour lutter contre cette menace, plusieurs moyens ont été pris tels que la mise en place de campagnes d’éradication, d’arrachage et de traitement à l’herbicide des jeunes plants. Il y a aussi la dissémination du champignon pathogène Colletotrichum gloeosporioides forma specialis miconiae qui a pour effet de provoquer une maladie foliaire qui touche uniquement le miconia calvescens et qui provoque des lésions sur les feuilles et le pourrissement des tiges.

#### Le parc naturel de Te Faʼaiti
Afin de contribuer à la protection du patrimoine naturel tahitien, le parc naturel territorial de Te Faʼaiti a été créé en 2000. Cet espace protégé, qui s'étend sur 750 hectares, est situé dans la vallée de la Papenoʼo. Le parc vise non seulement à protéger certaines espèces indigènes ou endémiques, à préserver les écosystèmes et les paysages, mais également à conserver le patrimoine culturel, archéologique et historique de la vallée.
- Des lieux remarquables
  - La pointe Vénus et les plages de sable noir ;
  - les Lavatubes ;
  - le Trou du souffleur ;
  - le lac Vaihiria ;
  - la cascade de la vallée de la Fautaua (28e sur la liste des 50 chutes les plus hautes du monde) ;
  - les toboggans naturels de la Fautaua et de la Maroto.

### Le patrimoine archéologique

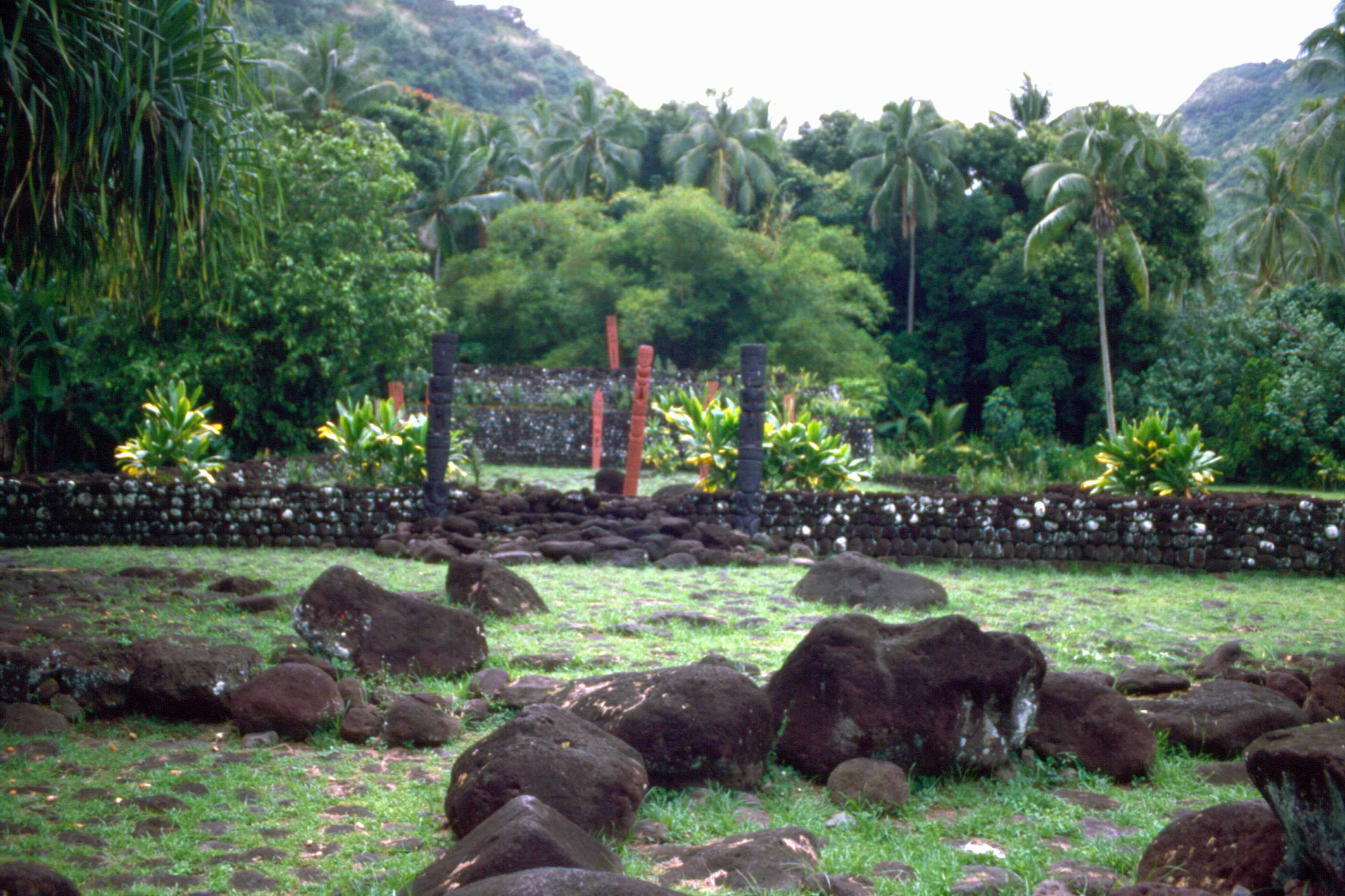
Marae de Arahurahu.

Tahiti abrite d'importants vestiges de la civilisation polynésienne, tels que :
- le marae (lieu sacré qui servait aux activités sociales, religieuses et politiques dans les anciennes cultures polynésiennes) Taʼata, un des plus importants de l'île, restauré en 1973 ;
- le marae de ʼĀrahurahu, lieu de culte secondaire restauré en 1954 ;
- le marae de Mahaiatea, situé sur l'ancienne chefferie des Teva ;
- le marae de Tahinu ;
- le marae de Anapua.

### Les sports

#### Les sports populaires

##### Le vaʼa

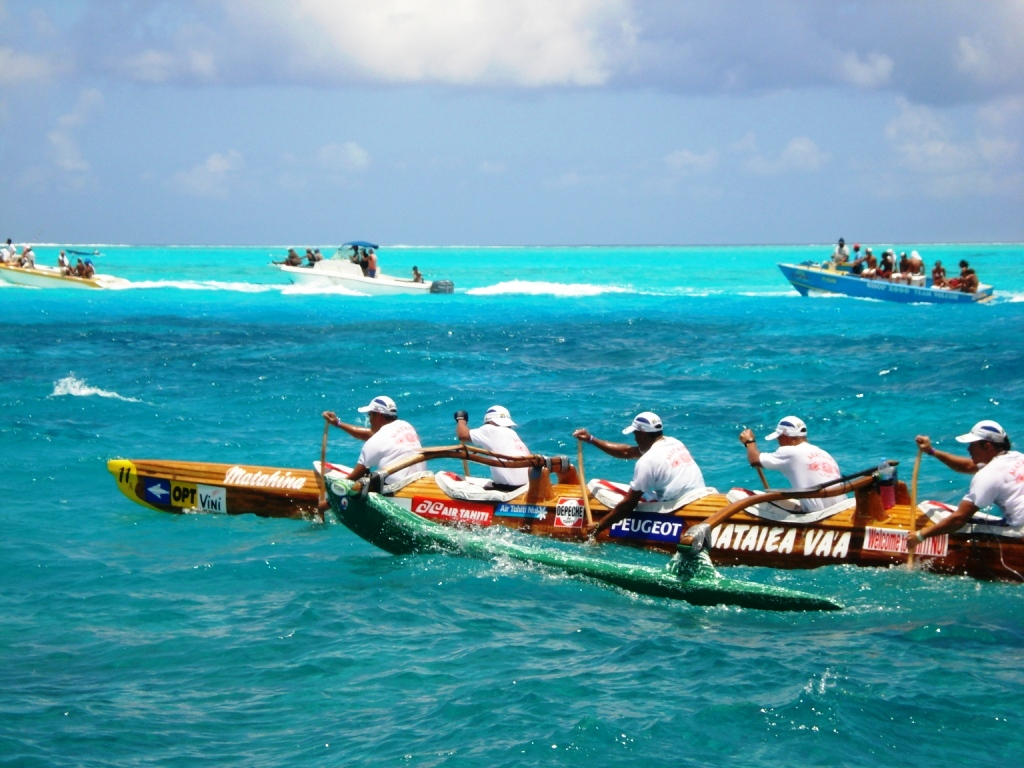
Compétition de vaʼa.

Le vaʼa, qui désigne la pirogue à balancier, est le sport polynésien par excellence, et le plus pratiqué. Il revêt un sens particulier dans la culture tahitienne, puisque avant d'être un sport, il avait un usage guerrier. Le va'a se pratique seul, sur une pirogue simple, ou comme sport collectif, par équipes de 3, 6, 12 ou 16. De nombreuses associations sportives existent, notamment pour préparer la grande course de vaʼa, l'Hawaiki Nui. Cet événement sportif majeur de la Polynésie française se déroule chaque année et relie Huahine, Raiatea, Tahaʼa et Bora-Bora.

#### Le surf
Au sud de l'île, vers le village de Teahupoʼo, un récif est propice à la pratique du surf : chaque houle du Sud arrive sur ce récif en formant une vague massive et puissante, souvent cylindrique, offrant alors un tube spectaculaire. D'une hauteur variable, de 1,50 à 9 mètres par grosse houle, cette vague déferle avec une forte puissance car le récif remonte subitement des fonds océaniens, passant de plusieurs mètres de fond à environ 80 cm d'eau. La pratique du surf y est périlleuse. Le 17 août 2000, le surfeur américain Laird Hamilton prit une vague de 8 mètres de haut. Comme surfeurs locaux sur ce « spot », on peut citer Hira Teriinatoofa, Michel Bourez, Manoa Drollet, Raimana Van Bastolaer et Malik Joyeux, mort depuis à Hawaiʼi.

#### Le kitesurf
Ce sport, qui consiste à se faire tracter par une aile de traction debout sur une planche de surf, est apparu sur Tahiti dans les années 1990. Permettant de faire à la fois de la vitesse, du saut et des figures, il est devenu très populaire chez les jeunes Tahitiens. Le kitesurf est notamment pratiqué près de la pointe Vénus, au nord de l’île, et près de l’isthme de Taravao, entre les deux parties de Tahiti.

#### La plongée subaquatique
De nombreuses structures de plongée existent sur l'ile de Tahiti. Ces organismes sont souvent affiliés à la CMAS et à la FFESSM. Pour ceux qui ne peuvent ou ne souhaitent pas plonger, le lagoonarium de Tahiti permets de contempler la faune des lagons.

#### Autres sports
L'équipe de Tahiti de football, affiliée à la Fédération tahitienne de football, fait partie de la Confédération du football d'Océanie. Elle représente une sélection de Polynésie française et non seulement de Tahiti. Vainqueur de la Coupe d'Océanie 2012, elle a participé à la coupe des confédérations 2013.
En 2007, la sélection tahitienne de football enregistre l'arrivée de Lionel Charbonnier au poste de sélectionneur. Il deviendra le premier entraîneur à qualifier une équipe tahitienne de football dans une compétition mondiale, en l’occurrence la Coupe du monde des moins de 20 ans. Sous ses ordres, la sélection gagne son premier titre de Champion des Nations océaniennes à Tahiti ainsi que le titre de Vice-Champion OFC aux U17.
Le cyclisme y est aussi très développé. Le tour de Polynésie est une épreuve attirant de nombreux spectateurs.

### Le patrimoine culturel

#### Le musée de Tahiti et des Îles
Le musée de Tahiti et des Îles, créé en 1974 et situé à Punaauia, valorise et présente le patrimoine naturel et culturel polynésien. Grâce à son partenariat avec le musée du quai Branly, il participe au rayonnement international du patrimoine culturel polynésien.

#### Heiva i Tahiti
De nombreuses traditions existent au sein de la culture maohi. Les légendes représentent l'histoire de la culture et l'île renferme de nombreux contes. Le mois de juillet est propice à la découverte de ces traditions puisque de nombreuses manifestations culturelles sont organisées dans le cadre ou en marge du Heiva i Tahiti, le plus grand festival culturel de la Polynésie française. Celui-ci regroupe des compétitions de chants et de danses, ainsi que des compétitions sportives et artisanales (préparation du coprah, tressage, etc.). Le Heiva i Tahiti met également à l'honneur l'artisanat de l'ensemble des archipels polynésiens, au travers d'expositions et de démonstrations.

#### Les troupes de danse
Tahiti participe également au rayonnement et à la professionnalisation de la danse tahitienne, avec notamment les troupes Heiva de Madeleine Moua, Temaeva de Coco Hoathota, Heikura Nui et Grands Ballets de Tahiti.

## Le mythe tahitien
Les récits de Louis Antoine de Bougainville et de James Cook de la découverte de Tahiti dans les années 1768-1779 vont propulser l’île dans l’imaginaire européen. Plus spécifiquement, en interprétant de manière erronée l'accueil des Tahitiens, ces nouveaux arrivants vont diffuser une image idéalisée de l'île, « Nouvelle-Cythère », où règne la plus grande liberté sexuelle : « Vénus est ici la déesse de l’hospitalité, son culte n’y admet point de mystères, et chaque jouissance est une fête pour la nation ». Tandis que la découverte des îles Marquises par Álvaro de Mendaña et Pedro Fernandes de Queirós n’avait pas suscité un tel engouement, l’exploration scientifique d’une nouvelle terre au milieu du Pacifique sud va passionner les savants et les artistes du XVIIIe siècle. C’est notamment le récit des relations avec les Tahitiens, leur accueil, la description de la société et des mœurs tahitiennes qui va enflammer l’imagination du public européen et susciter une littérature abondante.De nombreux navigateurs français et anglais font escales à Tahiti et aux Marquises au XVIIIe et XIXe siècles, notamment Étienne Marchand, Cyrille Laplace, Auguste Vaillant. Mais c’est Dupetit Thouars qui laissera son empreinte et conduira à l’abdication de la reine Pomare.
Les philosophes des Lumières voient en Tahiti une incarnation de l’utopie de la vie sauvage et de la pureté originelle, où des Tahitiens simples et heureux ne sont pas contraints par des règles artificielles et pesantes mais privilégient avant tout la liberté, et la fraternité. Diderot écrit ainsi en 1772 dans son dialogue philosophique Supplément au voyage de Bougainville : « La vie sauvage est si simple et nos sociétés sont des machines si compliquées ! l'Otaïtien touche à l'origine du monde et l'Européen touche à sa vieillesse ». De son côté, Voltaire déclare après avoir lu les récits de navigateurs : « On peut assurer que les habitants de Tahiti ont conservé dans toute sa pureté la plus ancienne religion de la terre ».

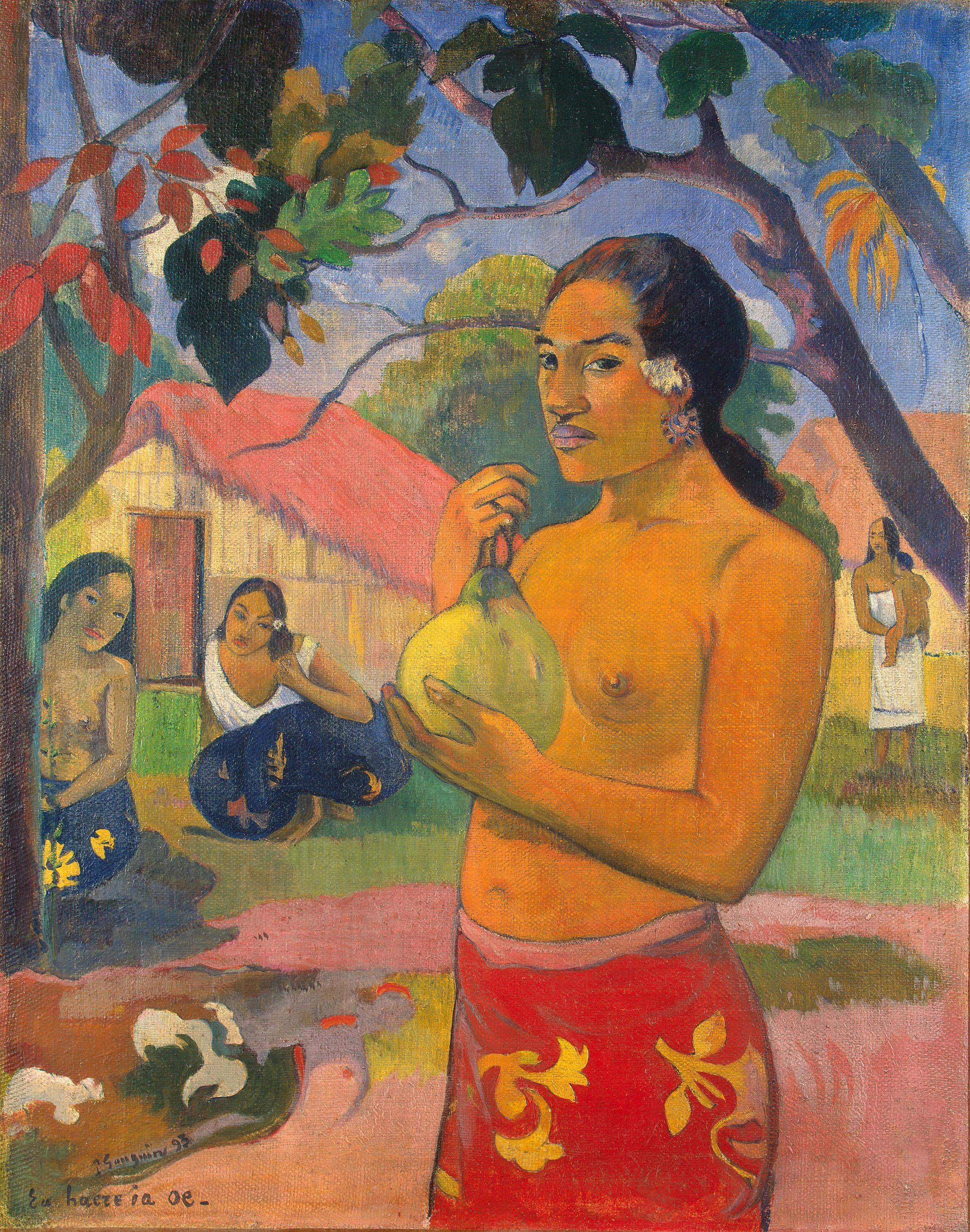
P. Gauguin, Femme au fruit, 1893, musée de l'Ermitage (une autre version du tableau se trouve à Stuttgart).

Après la colonisation de l'île par la France, l'administration coloniale encourage la vision idyllique de Tahiti. Ainsi, lors de l'exposition universelle de 1889, Tahiti est représentée par deux cases d'indigènes et une dizaine de Tahitiens. De multiples productions agricoles et artisanales sont présentées au Pavillon central. De nombreuses publications en marge de l'événement contribuent à véhiculer une image mythique de l'île et de ses habitants. Dans le Livre d'or de l'Exposition, on peut ainsi lire : « Je parlais des paradis restés, voici le plus délicieux de tous […], Tahiti. Tahiti, ce pays sans intempérie, où le printemps est éternel, comme l'amour des femmes tahitiennes ».
Les écrivains s’emparent également de cette île mythique dans leurs récits. En 1872, lors d’un séjour à Tahiti, « ce pays des rêves », Pierre Loti écrit Le mariage de Loti, roman exotique sur sa liaison avec une jeune Tahitienne, Rarahu. Publié en 1880, le roman reçoit un accueil enthousiaste du public et de la critique. Ce récit contribue à alimenter le mythe tahitien. En 1898, le récit est adapté à l’opéra par Reynaldo Hahn, sous le nom de L’Île du rêve.
Somerset Maugham consacre une nouvelle à Tahiti dans son recueil The Trembling of a Leaf (1925) : La Déchéance d'Édouard Barnard.
En 1891, Paul Gauguin s'installe à Tahiti où il espère pouvoir fuir la civilisation occidentale et tout ce qui est artificiel et conventionnel. Influencé par les écrits des Lumières, il se lance à la recherche de cette pureté originelle. Il vit d'abord à Papeete, mais il trouve la ville trop occidentalisée. Il s'installe alors aux Marquises, en espérant y découvrir la Polynésie authentique. Ses peintures contribueront activement au mythe polynésien.
Aujourd'hui, l'île est restée la plus célèbre de l'archipel polynésien et Tahiti reste un nom chargé d'exotisme qui enflamme l'imaginaire des Occidentaux, bien plus que le terme Polynésie française. Les guides touristiques ne s'y trompent d'ailleurs pas, puisque tous utilisent le terme Tahiti dans le titre de leurs ouvrages sur la Polynésie : « Tahiti et la Polynésie française » ou encore « Tahiti et les îles de la Société ». Même l'office du tourisme de la Polynésie française, d'ailleurs baptisé « Tahiti Tourisme », présente la Polynésie française sous l'expression « Tahiti et ses îles ». Par métonymie, le nom de l'île est souvent utilisé pour désigner la Polynésie française dans son ensemble.

## Honneur
L'astéroïde (40227) Tahiti porte son nom.